# 고슴도치의 마을
《고슴도치의 마을》은 1985년 9월 16일, 문학과지성사에서 발행한, 시인 최승호의 두 번째 시집이다. 1985년 제5회 김수영문학상을 수상했다.
1부 ‘그리운 시냇가’, 2부 ‘네모를 향하여’, 3부 ‘돌들의 서랍’, 4부 ‘텅 빔과 붐빔’으로 나뉘어 있으며, 유종호의 해설 〈난폭 시대의 시〉가 실려 있다.